# Майстренко, Олег Дмитриевич
Олег Дмитриевич Майстренко (род. 6 января 2005, Ростов-на-Дону) — российский хоккеист, нападающий.

## Биография
Начинал заниматься в московской школе «Янтарь». В 2015 году перешёл в ЦСКА. С сезона 2022/23 — игрок команды МХЛ «Красная армия». 27 ноября 2023 года в домашнем матче ЦСКА против «Локомотива» (2:3) дебютировал в КХЛ.